# Манчестер (Вашингтон)
Манчестер (англ. Manchester) — переписна місцевість (CDP) в США, в окрузі Кітсеп штату Вашингтон. Населення — 5714 особи (2020).

## Географія
Манчестер розташований за координатами 47°32′55″ пн. ш. 122°32′29″ зх. д. / 47.54861° пн. ш. 122.54139° зх. д. (47.548620, -122.541299).  За даними Бюро перепису населення США в 2010 році переписна місцевість мала площу 14,64 км², з яких 7,58 км² — суходіл та 7,06 км² — водойми.

## Демографія
Згідно з переписом 2010 року, у переписній місцевості мешкало 5413 осіб у 2100 домогосподарствах у складі 1549 родин. Густота населення становила 370 осіб/км².  Було 2308 помешкань (158/км²).
Расовий склад населення:
| - 87,4 % — білих - 2,8 % — азіатів - 1,7 % — чорних або афроамериканців - 1,0 % — корінних американців - 0,7 % — вихідців з тихоокеанських островів - 1,1 % — осіб інших рас |

До двох чи більше рас належало 5,3 %. Частка іспаномовних становила 5,4 % від усіх жителів.
За віковим діапазоном населення розподілялося таким чином: 23,1 % — особи молодші 18 років, 64,0 % — особи у віці 18—64 років, 12,9 % — особи у віці 65 років та старші. Медіана віку мешканця становила 40,4 року. На 100 осіб жіночої статі у переписній місцевості припадало 96,6 чоловіків;  на 100 жінок у віці від 18 років та старших — 95,2 чоловіків також старших 18 років.
Середній дохід на одне домашнє господарство  становив 77 695 доларів США (медіана — 65 438), а середній дохід на одну сім'ю — 84 003 долари (медіана — 73 229). Медіана доходів становила 54 719 доларів для чоловіків та 62 831 долар для жінок. За межею бідності перебувало 15,7 % осіб, у тому числі 16,3 % дітей у віці до 18 років та 22,6 % осіб у віці 65 років та старших.
Цивільне працевлаштоване населення становило 2008 осіб. Основні галузі зайнятості: освіта, охорона здоров'я та соціальна допомога — 18,0 %, виробництво — 13,4 %, науковці, спеціалісти, менеджери — 13,0 %.